# 커버넌트 신학교
카버넌트 신학교(Covenant Theological Seminary)는 미국 세인트루이스 크레브 코어에 있는 미국 장로교회(the Presbyterian Church in America, PCA)의 교단 신학교이다. 1956년에 7명의 학생에서 시작되었다. 프란시스 쉐퍼 박사가 미국 최고의 복음주의 신학교라고 칭하였으며, 신학교 내부에 프란시스 쉐퍼 연구소가 있다.

## 동문
미국의 선교사이자 저자, 활동가 케네스 배, 목사 리곤 던칸, 기독교 저자 낸시 피어시 등이 있다.
한국 동문의 경우 윤영탁 박사, 오병세 박사, 홍반식 박사, 박영희 총장, 김영철 교수, 그리고 라은성 박사, 박영실 박사, 유호정 목사, 김재영 목사, 정재왕 목사, 채선대 목사, 이요엘 교수, 박덕은 목사, 조봉기 선교사 및 비롯한 많은 학자들이 배출되었다.

## 같이 보기
- 웨스트민스터 신학교
- 리폼드 신학교
- 칼빈 신학교